# Job for a Cowboy
Pour les articles homonymes, voir Cowboy.
Job for a Cowboy est un groupe de death metal américain originaire de Glendale (Arizona). Formé en 2003, le premier album du groupe, Genesis est commercialisé en 2007, et atteint la 54e place du classement Billboard 200 avec 13 000 exemplaires vendus à sa première semaine de parution. Leur second album, Ruination, commercialisé en 2009, se vend à 10 600 exemplaires aux États-Unis, une semaine après parution, et atteint la 42e place du Billboard 200. le groupe se compose du chanteur Jonny Davy, des guitaristes Tony Sannicandro et Al Glassman, et du bassiste Nick Schendzielos, Davy étant le seul premier membre du groupe restant.

## Biographie

### Formation etDoom(2003–2006)
Job for a Cowboy est fondé à Glendale, dans l'Arizona, en décembre 2003 par le chanteur Jonny Davy, les guitaristes Ravi Bhadriraju et Andrew Arcurio, le bassiste Chad Staples, et le batteur Andy Rysdam, tandis que la moyenne d'âge du groupe ne dépassait pas 15 ou 16 ans. En 2004, ils créent leur profil sur MySpace, postent de nombreuses chansons en ligne, et se popularisent rapidement auprès des internautes dans le monde. Plus tard cette même année, Staples et Rysdam quittent Job for a Cowboy et sont remplacés par Brent Riggs et Elliott Sellers, respectivement, à la basse et à la batterie. Le nombre de visites sur leur profil MySpace explose fin 2005 alors que le groupe fait paraître leur premier EP, intitulé Doom. L'EP attire l'attention du label indépendant d'Arizona, King of the Monsters, qui distribue par la suite le disque original du groupe.
Job for a Cowboy fait une longue tournée promotionnelle pour son EP, avec trois performances à la tournée Sounds of the Underground. À la fin de l'année, le groupe obtient un contrat professionnel au label Metal Blade Records, qui distribue à son tour l'EP Doom avec cette fois une chanson bonus. La même année (2006), Arcurio quitte le groupe, et Bobby Thompson rejoint le groupe. Tandis que Job for a Cowboy se focalise sur l'écriture de son premier album studio, Sellers annonce son départ du groupe, pour qu'il puisse retourner faire ses études, juste après l'enregistrement de l'album. À la recherche d'un batteur permanent, le groupe poste une annonce sur le site Internet Blabbermouth.net qui sera par la suite aperçu par Jon « The Charn » Rice. Il crée sa propre vidéo, postée sur YouTube, puis envoie le lien au groupe. Peu après, Rice est engagé.

### Genesis(2007–2008)
En mars 2007, Job for a Cowboy achève son premier album studio, Genesis. L'album est enregistré au Blue Light Audio Media à Phoenix, dans l'Arizona, aux côtés du producteur Cory Spotts. Il est mixé par le guitariste de Sabbat, Andy Sneap ; commercialisé le 15 mai, l'album atteint la 54e place du classement Billboard 200, et se vend à près de 13 000 exemplaires après sa première semaine de parution, ce qui fait de Genesis l'album d'un groupe débutant heavy metal le plus rentable depuis le premier album de Slipknot en 1999. L'album est majoritairement bien accueilli, le magazine Kerrang! notant qu'il s'agit d'« un album qui balaye littéralement n'importe qui sur les scènes death et grind » et de l'« un des albums metal à acheter immédiatement. »
En juin 2007, le groupe participe au Download Festival au Donington Park, en Angleterre. Le groupe joue également au festival Sounds of the Underground aux côtés d'Amon Amarth, de Chimaira, Gwar, et Shadows Fall. En octobre, Job for a Cowboy participe au Radio Rebellion Tour 2007, avec Behemoth, Gojira et Beneath the Massacre. Le groupe se présente également sur scène au Gigantour 2008 avec Megadeth, Children of Bodom, In Flames et High on Fire. Plus tard, leur participation au festival Wacken Open Air en Allemagne est confirmée, idem pour une seconde apparition au Download Festival en Angleterre. Job for a Cowboy embarque pour une tournée américaine entre novembre et décembre 2008 aux côtés de Hate Eternal et All Shall Perish. Fin 2008 le guitariste Ravi Bhadriraju quitte for a Cowboy pour retourner faire des études dans le domaine médical ; il est remplacé par l'ancien guitariste de Despised Icon, Al Glassman.

### RuinationetGloom(2009–2011)
Le 1er mai 2009, le groupe annonce la fin de l'enregistrement de son second album studio, Ruination, aux AudioHammer Studios de Sanford, en Floride, avec le producteur Jason Suecof. L'album marque les débuts du batteur Jon « The Charn » Rice, qui est dans le groupe depuis la tournée Genesis, et également du guitariste Al Glassman. Ruination est commercialisé à l'international le 7 juillet 2009 par le label Metal Blade Records. L'album se vend autour de 10 600 exemplaires aux États-Unis, atteignant la 42e place du classement Billboard. Job for a Cowboy participe au second Mayhem Festival, avec Cannibal Corpse et Whitechapel.
Début 2011, le groupe débute sur un nouvel EP enregistré en février aux Audiohammer Studios de Sanford, en Floride, avec le producteur Jason Suecof. Avant la session d'enregistrement, le bassiste Brent Riggs et le guitariste Bobby Thompson quittent le groupe, et se voient remplacer par Nick Schendzielos de Cephalic Carnage et Tony Sannicandro, respectivement. Le 13 avril 2011, une vidéo du batteur Jon Rice jouant une nouvelle chanson en studio, est mise en ligne. Job for a Cowboy fait paraître son nouvel EP, intitulé Gloom, le 7 juin 2011, uniquement par téléchargement. Job for a Cowboy entre aux Audio Hammer Studios pour début de nouveaux enregistrements. Le groupe travaille sur un projet en collaboration avec Jason Suecof, Eyal Levi de Dååth, et Ronn Miller.

### Demonocracy(depuis 2012)
Le 21 février 2012, Job for a Cowboy fait paraître son premier single de son nouvel album Demonocracy, intitulé Nourishment Through Bloodshed sur la page YouTube du label Metal Blade Records. Le 20 mars 2012, Job for a Cowboy met en ligne la chanson Black Discharge et le 2 avril, la chanson Imperium Wolves. Demonocracy paraît le 1er avril 2012 et atteint 4 900 ventes sa première semaine après parution, l'amenant à la 87e place du Billboard 200. Cet été, ils participent au Summer Slaughter avec Cannibal Corpse, Between the Buried and Me, et The Faceless.
Le 21 octobre 2013, le groupe annonce sur Facebook l'enregistrement d'un quatrième album. Le batteur du groupe, Jon « The Charn » Rice, annonce quelques jours après son départ du groupe,. Il rejoint le groupe de hard rock Scorpion Child début 2014 mais reviendra dépanner le groupe pour une tournée en 2016.

## Style musical
Le groupe démarre à la base en tant que groupe deathcore, mais change de style pour celui du death metal avec la parution de son premier album studio Genesis. Il est décrit au journal The New York Times comme « un groupe originaire d'Arizona avec une sonorité brute qui descend (indirectement) du punk hardcore » et comme « un groupe qui défonce tout sur son passage » par le magazine Rolling Stone.

## Membres

### Membres actuels
- Jonny Davy – chant (depuis 2003)
- Al Glassman – guitare rythmique (depuis 2008)
- Tony Sannicandro – guitare solo, chant secondaire (depuis 2011)
- Nick Schendzielos – guitare basse (depuis 2011)

### Membres de session
- Danny Walker – batterie (depuis 2013)

### Anciens membres
- Chad Staples – guitare basse (2003–2004)
- Andy Rysdam – batterie (2003–2004)
- Andrew Arcurio – guitare solo (2003–2006)
- Ravi Bhadriraju – guitare rythmique (2003–2008)
- Elliott Sellers – batterie (2004–2006)
- Brent Riggs – guitare basse, chœurs (2004–2011)
- Bobby Thompson – guitare solo (2006–2011)
- Jon « The Charn » Rice – batterie (2007–2013)

## Discographie
- 2004 : Demo 04
- 2005 : Doom
- 2007 : Genesis
- 2009 : Ruination
- 2010 : Live Ruination (en)
- 2011 : Gloom EP
- 2012 : Demonocracy (en)
- 2014 : Sun Eater (en)
- 2024 : Moon Healer (en)

## Vidéographie
| Année | Titre                       | Album originel | Réalisateur       |
| ----- | --------------------------- | -------------- | ----------------- |
| 2006  | Entombment of a Machine     | Doom           | Richie Valdez     |
| 2007  | Embedded                    | Genesis        | Popcore           |
| 2008  | Altered from Catechization  | Genesis        | Doug Spangenberg, |
| 2009  | Unfurling a Darkened Gospel | Ruination      | Doug Spangenberg, |
| 2010  | Ruination                   | Ruination      | Kevin McVey       |
| 2012  | Tarnished Gluttony          | Demonocracy    | Michael Panduro   |